# Neue Chronologie
Die Neue Chronologie ist eine alternative Chronologie des Alten Orients, die von dem englischen Ägyptologen David Rohl und anderen Forschern entwickelt wurde, beginnend mit A Test of Time: The Bible – from Myth to History (1995). Sie widerspricht dem Mainstream der Ägyptologie, indem sie eine umfassende Revision der etablierten ägyptischen Chronologie vorschlägt, insbesondere durch eine Neudatierung der ägyptischen Könige der 19. bis 25. Dynastie, wodurch die konventionelle Datierung um bis zu 350 Jahre vorverlegt wird. Rohl erklärt, die Neue Chronologie ermögliche es, einige der Figuren in der hebräischen Bibel mit Personen zu identifizieren, deren Namen in archäologischen Funden auftauchen.
Die Neue Chronologie wird als eine von mehreren vorgeschlagenen radikalen Überarbeitungen der üblichen Chronologie in der akademischen Ägyptologie mehrheitlich nicht akzeptiert, wo die etablierte Chronologie oder kleine Abwandlungen davon Standard sind.
Amélie Kuhrt, Leiterin des Lehrstuhls für Geschichte des Alten Orients am University College London, stellt in einem der Standardwerke des Fachs fest,

„Viele Wissenschaftler haben Verständnis für die Kritik an den Schwächen des bestehenden chronologischen Rahmens […], aber die meisten Archäologen und Althistoriker sind gegenwärtig nicht davon überzeugt, dass die vorgeschlagenen radikalen Neudatierungen einer genauen Prüfung standhalten.“

Rohls schärfster Kritiker war Kenneth Kitchen, einer der führenden Experten für biblische Geschichte und Autor des Standardwerks über die konventionelle Chronologie der dritten ägyptischen Zwischenzeit, des Zeitraums, der am unmittelbarsten von der Neudatierung der 19. bis 25. Dynastie durch die Neue Chronologie betroffen ist.

## Rohls Neue Chronologie

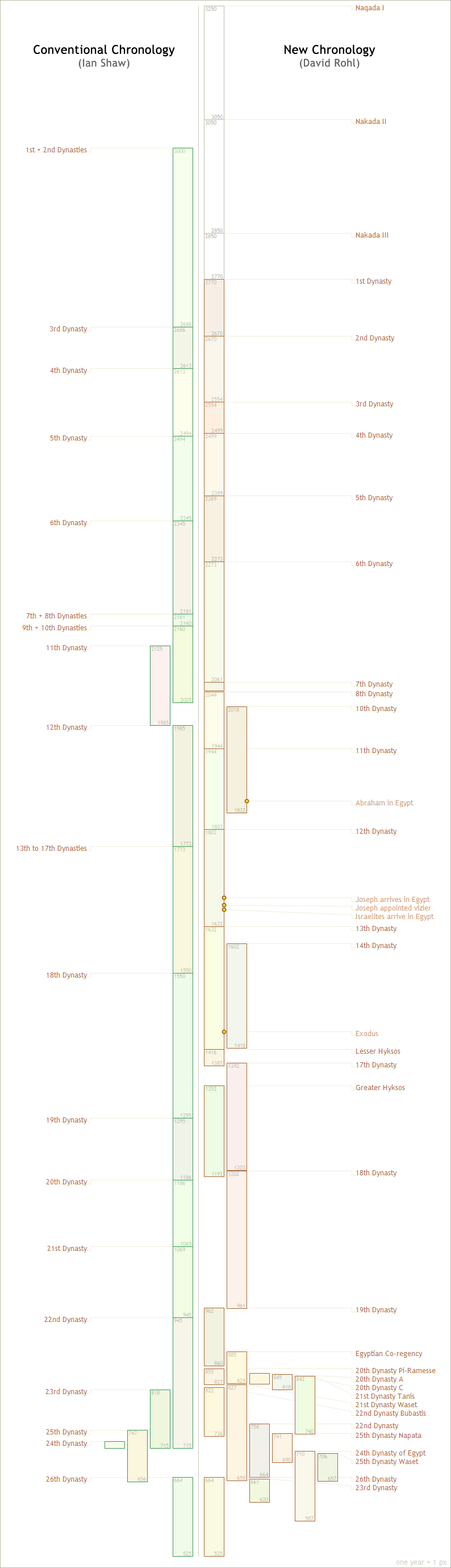
Vergleich von David Rohls Neuer Chronologie mit der konventionellen Chronologie von Ian Shaw

David Rohls Werke A Test of Time (1995), Legend (1998), The Lost Testament (2002) und The Lords of Avaris (2007) stellen Rohls Theorien zur Neudatierung der wichtigsten Zivilisationen der alten Welt dar.
In A Test of Time wird vorgeschlagen, das Neue Königreich von Ägypten näher an die Gegenwart heranzurücken ist, was eine umfassende Revision der konventionellen Chronologie des alten Ägyptens erfordert. Rohl behauptet, dass damit einige der wichtigsten Ereignisse in der hebräischen Bibel mit Ereignissen in den archäologischen Aufzeichnungen zu identifizieren sind und einige der bekannten biblischen Charaktere mit historischen Figuren in zeitgenössischen antiken Texten identifiziert würden. Die spätere Ansetzung der ägyptischen Daten wirkt sich auch dramatisch auf die Datierung abhängiger Chronologien aus, wie z. B. jener, die man für das griechische heroische Zeitalter der späten Bronzezeit annimmt, indem die griechischen Dunklen Zeiten entfallen und die Daten des Trojanischen Krieges auf den Zeitraum zweier Generationen eines Homer aus dem neunten Jahrhundert v. Chr. und seiner berühmtesten Komposition, der Ilias, reduziert werden.
Die Neue Chronologie verschiebt die (in der traditionellen Chronologie festgelegten) ägyptischen Daten um bis zu 350 Jahre später, bezogen auf Zeitpunkte vor dem allgemein akzeptierten festen Datum 664 v. Chr. für die Plünderung von Theben durch Aschurbanipal. Zum Beispiel würde die Neue Chronologie den Beginn der 19. ägyptischen Dynastie von 1295 v. Chr. auf 961 v. Chr. verschieben.
Vor der Veröffentlichung von A Test of Time (1995) bestand Thomas L. Thompson, ein Theologe, der dem Biblischen Minimalismus nahesteht, darauf, dass jeder Versuch, Geschichte auf Grundlage der direkten Integration biblischer und außerbiblischer Quellen zu schreiben, „nicht nur zweifelhaft, sondern völlig lächerlich“ sei.
Rohl erläuterte seinen Standpunkt hierzu in The Lost Testament (2007): „Ist das Alte Testament Geschichte oder Mythos? Die einzige Möglichkeit, die Frage zu beantworten, besteht darin, die biblischen Geschichten anhand der archäologischen Beweise zu untersuchen, kombiniert mit dem Studium der antiken Texte der Zivilisationen, die in der biblischen Geschichte eine Rolle gespielt haben. Dies muss jedoch mit einem offenen Geist geschehen. Meiner Ansicht nach sollte der biblische Text – wie jedes antike Dokument – als potenziell zuverlässige historische Quelle gelten, bis das Gegenteil bewiesen werden kann.“ Rohl hatte zuvor in A Test of Time (1995) bemerkt, dass er „ursprünglich nicht darauf aus war, unser gegenwärtiges Verständnis der alttestamentlichen Erzählungen in Frage zu stellen. Dies geschah einfach aus dem Bedürfnis heraus, die Auswirkungen meiner TIP-Forschung [Dritte ägyptische Zwischenzeit] zu erkunden – ich habe kein religiöses Anliegen – ich bin einfach ein Historiker auf der Suche nach einer historischen Wahrheit.“
Rohls Neudatierung basiert auf der Kritik an drei der vier Argumente, die seiner Ansicht nach die ursprüngliche Grundlage der konventionellen Chronologie für das ägyptische Neue Reich bilden:
- Er behauptet, dass die Identifizierung von „Shishaq [Shishak], König von Ägypten“ (1. Könige 14,25 f. EU; 2. Chronik 12,2–9 EU) mit Scheschonq I., die einst Jean-François Champollion vorschlug, auf Fehlannahmen beruht. Rohl argumentiert, dass Schischak mit Ramses II. (vermutlich Riamaschischa gesprochen) zu identifizieren ist, was das Datum der Herrschaft von Ramses um etwa 300 Jahre später verschieben würde.
- Rohl behauptet auch, dass die Aufzeichnung des Aufgangs des Sirius im neunten Regierungsjahr von Amenhotep I. im Papyrus Ebers, die in der konventionellen Chronologie verwendet wird, um dieses Jahr entweder auf 1542 v. Chr. oder 1517 v. Chr. festzulegen, falsch interpretiert wurde und stattdessen als Beweis für eine Reform des ägyptischen Kalenders verstanden werden sollte.
- Der Papyrus Leiden I.350, den man auf das 52. Jahr von Ramses II. datiert, erwähnt eine Mondbeobachtung, die dieses Jahr der Herrschaft von Ramses dem Jahr 1278, 1253, 1228 oder 1203 v. Chr. der konventionellen Chronologie einordnet. Indem er den Wert des Ebers-Papyrus in Frage stellt, erklärt Rohl, dass der Mondzyklus, der sich alle 25 Jahre wiederholt, nur zur Feinabstimmung nützlich ist und auch für Daten gelten könnte, die 300 Jahre später liegen als in der Neuen Chronologie.

Rohl betont, keine dieser drei Grundlagen der konventionellen Chronologie Ägyptens sei gesichert. Die Plünderung Thebens durch den assyrischen König Aschurbanipal 664 v. Chr. sei das früheste feststehende Datum in der Geschichte Ägyptens.

### Vorgelegte Beweise
Rohl stützt seine revidierte Chronologie (die Neue Chronologie) auf seine Interpretation zahlreicher archäologischer Funde und genealogischer Aufzeichnungen aus Ägypten. Zum Beispiel:
- Rohl stellt fest, dass in den Kleinen Gewölben des Serapeums von Sakkara für die 21. und frühe 22. Dynastie keine Apis-Stierbestattungen verzeichnet sind. Er betont auch, dass die Umbettungsreihenfolge der Mumien der Pharaonen des Neuen Reiches im Königlichen Cachette (TT 320) zeigt, dass beide Dynastien zeitgleich waren (weshalb es zu wenige Apis-Bestattungen in jener Zeit gab). Rohl erklärt, dass im königlichen Gräberfeld von Tanis das Grab von Osorkon II. aus der 22. Dynastie offenbar vor dem Grab von Psusennes I. aus der 21. Dynastie erbaut wurde. Dies bedinge, dass beide Dynastien zeitgleich waren.
- Rohl bietet Inschriften an, die drei nicht-königliche Genealogien auflisten, die, wenn man einer Generation 20 bis 23 Jahre zuschreibt, laut Rohl zeigen, dass Ramses II. im 10. Jahrhundert v. Chr. in Erscheinung trat, wofür Rohl plädiert. In der herkömmlichen Chronologie würden in allen drei Genealogien sieben Generationen fehlen. Er argumentiert auch, dass es keine Genealogien gibt, die die konventionellen Daten für Ramses II. im 13. Jahrhundert v. Chr. bestätigen.
- Rohls wendet Methoden der Archäoastronomie an, um das Datum einer Sonnenfinsternis bei Sonnenuntergang während der Herrschaft Echnatons zu bestimmen, die man von der Stadt Ugarit aus beobachtete. Nach Analysen mit Astronomie-Programmen erklärt Rohl, dass diese Sonnenfinsternis im gesamten zweiten Jahrtausend v. Chr. nur am 9. Mai 1012 v. Chr. zu sehen war, etwa 350 Jahre später als die üblichen Daten für Echnaton (1353–1334 v. Chr.).
- Rohls Daten für Amenemhat III. aus der 12. Dynastie im 17. Jahrhundert v. Chr. wurden durch die Arbeit des Astronomen David Lappin gestützt, dessen Forschungen eine Übereinstimmung mit einer Abfolge von 37 der 39 in Verträgen aus der 12. Dynastie aufgezeichneten Mondmonate ergaben; die konventionelle Chronologie weist bestenfalls 21 auf. Lappin zufolge bietet dieses Muster eine „verblüffende“ Unterstützung für Rohls Chronologie.

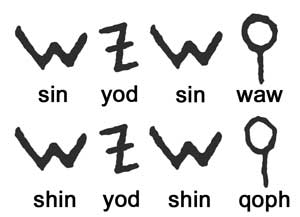
David Rohls Vergleich (erste Zeile) des Namens Sysw (der Hypokorismus von Ramses II.), wie man ihn mit protohebräischen Zeichen im 13. bis 10. Jahrhundert schrieb und (zweite Zeile) des biblischen Namens Shyshk, wie er mit frühhebräischen Zeichen des 9. bis 7. Jahrhunderts geschrieben worden wäre. Die Zeichen stammen aus Keramikinschriften jener Zeit (dem Ostrakon von Lachisch VI und dem Abcedarium von Izbet Sartah).

Die meisten Ägyptologen akzeptieren Shishaq als alternativen Namen für Scheschonq I. Rohl bestreitet, dass die militärischen Aktivitäten von Schoschenq mit dem biblischen Bericht über Schischaq übereinstimmen, da die Feldzüge der beiden Könige völlig unterschiedlich sind und Jerusalem in der Schoschenq-Inschrift nicht als unterworfene Stadt erscheint. Er weist auch darauf hin, dass Ramses einen Feldzug gegen Israel führte und dass er eine Kurzform seines offiziellen Namens hatte, die in Palästina in Gebrauch war. Dieser Name war Sysw, während das frühe hebräische Alphabet nicht zwischen S und SH unterschied, so dass der biblische Name ursprünglich Sysq gewesen sein könnte. Rohl betonte auch, dass die Endung qoph eine spätere Fehldeutung des frühen Zeichens für waw sein könnte, das im 10. Jahrhundert mit dem Zeichen für qoph aus dem 7. Somit könnte Sysq aus dem 7. Jahrhundert eine falsche spätere Lesart von Sysw aus dem 10. Jahrhundert gewesen sein.
Die Theorie, dass Ramses II. (hypokoristisch Sysa) und nicht Schoschenq I. mit dem biblischen Schischak identifiziert werden sollte, wird mehrheitlich nicht akzeptiert. Kevin Wilson stimmt David Rohl nur teilweise zu. Wilson räumt die Diskrepanz zwischen dem Triumphrelief von Schoschenq I. und der biblischen Beschreibung von König Schischak ein, meint aber nicht, dass diese Diskrepanz genüge, um die Identifizierung von Schoschenq I. mit dem biblischen König Schischak anzuzweifeln. Wilson schreibt über Scheschonqs Inschrift: „Entgegen zu früheren Studien, die das Relief als Feier seines Palästina-Feldzugs deuteten, kann weder das Triumphrelief noch eines seiner Elemente als Quelle für historische Daten über diesen Feldzug dienen. […] das Triumphrelief kann leider keine Rolle bei der Rekonstruktion von Scheschonqs Feldzug spielen.“
Wilsons Ansicht wird von Kenneth Kitchen nicht unterstützt, der erklärte: „Dass die große topografische Liste von Schoschenq I. in Karnak ein Dokument von höchstem Wert für die Geschichte und die Art seines Feldzugs gegen Juda und Israel ist, steht dank der Arbeit, die eine Reihe von Gelehrten an dieser Liste leisteten, nun unstrittig fest. Die Zusammensetzung und Interpretation der Liste bedürfen jedoch weiterer Untersuchung und Klärung“. Andere führende Forscher, die das Relief der Kampagne untersuchten, betonen, dass es sich tatsächlich um eine einzigartige Liste unterworfener Städte handelt und nicht um eine Kopie einer früheren Kampagne eines berühmteren Pharaos. Diese Originalität macht es sehr viel wahrscheinlicher, dass es sich um eine echte Darstellung von Städten und Orten handelt, die durch die militärischen Aktivitäten von Scheschonq I. unter Ägyptens Kontrolle gelangten.

## Auswirkungen der neuen Chronologie
Die Auswirkungen der radikalen Spätdatierung der üblichen ägyptischen Chronologie, wie sie Rohl und weitere Revisionisten vorschlagen, sind komplex und weitreichend. Die Neue Chronologie berührt die historischen Disziplinen der alttestamentlichen Studien, die Archäologie der Levante, die Archäologie der Ägäis und Anatoliens sowie der Klassischen Studien und wirft wichtige Fragen zur Chronologie Mesopotamiens und ihren Bezügen zu Ägypten und Anatolien auf.

### Auswirkungen auf Ägypten und seine Nachbarländer
Hätte Ramses II. drei Jahrhunderte später geherrscht als in der konventionellen Chronologie angegeben, so würde dies das Datum der Schlacht von Kadesch verschieben und die damit verbundene Chronologie der hethitischen Geschichte revidieren. Auch müsste die Chronologie Assyriens vor 911 v. Chr. revidiert werden. Aufgrund der Abhängigkeit der hethitischen Chronologie von der Chronologie Ägyptens, würde die spätere Ansetzung der Daten Ägyptens zur Spätansetzung des Endes des hethitischen Neuen Reiches führen und damit zur Verkürzung oder gar Beseitigung des anatolischen Dunklen Zeitalters führen.
Für die Amarna-Periode ist ein chronologischer Gleichlauf zwischen Ägypten und Assyrien durch den Briefwechsel des Pharao Echnaton mit einem König Aššur-uballiṭ belegt. In der konventionellen Chronologie wird Aššur-uballiṭ mit Aššur-uballiṭ I. des frühen mittelassyrischen Reiches identifiziert. Die Neue Chronologie fügt vor den ansonsten unbekannten König Aschuruballit „II.“ während des mittelassyrischen „dunklen Zeitalters“ als Verfasser der Amarna-Briefe hinzu. Da die Synchronisation von Aššur-uballiṭ I. mit Echnaton seit Jahren als entscheidendes Bindeglied zwischen der ägyptischen und der mesopotamischen Geschichte gilt, ist diese Frage ein wichtiger Schwerpunkt und Streitpunkt.

### Auswirkungen für die Bibel
Wie oben erläutert, lehnt die Neue Chronologie die Identifizierung von Schoschenq I. mit dem biblischen Schischaq ab, und bietet dagegen Ramses II. (auch bekannt unter seinem Spitznamen „Sysa“) als wahre historische Figur in der Schischaq-Erzählung an.
Rohl identifiziert Labaya, einen lokalen Herrscher in Kanaan, dessen Aktivitäten in den Amarna-Briefen dokumentiert sind, mit Saul und identifiziert David mit Dadua („Tadua“), der auch im Amarna-Brief EA256 erwähnt wird. Saul und Labaya teilen das gleiche Ende – „beide sterben in der Schlacht – gegen eine Koalition von Stadtstaaten aus der Küstenebene – auf oder in der Nähe des Berges Gilboa, beide als Folge von Verrat“ Beide haben einen überlebenden Sohn, dessen Name übersetzt „Mann des Baal“ bedeutet.
Die Neue Chronologie siedelt Salomo am Ende der wohlhabenden späten Bronzezeit an und nicht in der relativ verarmten frühen Eisenzeit. Rohl und andere Forscher der Neuen Chronologie meinen, dies passe besser zur Beschreibung von Salomos Reichtum in der Hebräischen Bibel.
Zudem verlegt Rohl den Aufenthalt der Israeliten, den Exodus und die Eroberung vom Ende der späten Bronzezeit in den letzten Teil der mittleren Bronzezeit (von der 19. bis zur 13./Hyksos-Zeit). Laut Rohl löse dies viele der Probleme, die mit der Frage der Historizität der biblischen Erzählungen einhergehen. Er belegt dies mit Ausgrabungen in Avaris im östlichen Nildelta, die dort in der 13. Dynastie eine große semitischsprachige Bevölkerung belegen. Diese Menschen waren kulturell der Bevölkerung des mittelbronzezeitlichen (MB IIA) Kanaan ähnlich. Rohl identifiziert jene Semiten als das Volk, auf das sich die biblische Tradition des israelitischen Aufenthalts in Ägypten später stützte.
Gegen Ende der mittleren Bronzezeit (spätes MB IIB) haben Archäologen eine Reihe von Stadtzerstörungen festgestellt, die nach Ansicht von John Bimson und Rohl eng mit den von den israelitischen Stämmen in der Josua-Erzählung angegriffenen Städten übereinstimmen. Am wichtigsten ist, dass die stark befestigte Stadt Jericho zu dieser Zeit zerstört und aufgegeben wurde. Andererseits gab es am Ende der späten Bronzezeit keine Stadt Jericho, was William Dever zu der Schlussfolgerung veranlasste, dass „Josua eine Stadt zerstörte, die gar nicht existierte“. Rohl behauptet, dass es dieser Mangel an archäologischen Beweisen zur Bestätigung der biblischen Ereignisse in der späten Bronzezeit ist, der hinter der modernen wissenschaftlichen Skepsis hinsichtlich der Zuverlässigkeit der Erzählungen der hebräischen Bibel vor der Zeit der geteilten Monarchie steht. Er führt das Beispiel des israelischen Archäologieprofessors Ze'ev Herzog an, der in Israel und im Ausland für Aufruhr sorgte, als er die unter seinen Kollegen „ziemlich weit verbreitete“ Ansicht vertrat, dass „es keinen Exodus aus Ägypten und keine Invasion durch Josua gegeben habe und dass sich die Israeliten langsam entwickelt hätten und ursprünglich Kanaaniter gewesen seien“ und kam zu dem Schluss, dass der Aufenthalt, der Exodus und die Eroberung „eine Geschichte ist, die nie stattgefunden hat“. Rohl behauptet jedoch, dass gerade die Neue Chronologie mit der Verlagerung der Ereignisse des Exodus und der Eroberung in die mittlere Bronzezeit den Hauptgrund für diese weit verbreitete akademische Skepsis beseitigt.

## Identifizierungen in der neuen Chronologie

### Geografische Identifikationen
Unabhängig von der Neuen Chronologie vertrat Rohl auch geografische Ideen, die sich von üblichen Vorstellungen unterscheiden:
- Der Garten Eden (die Urheimat der Sumerer) befand sich laut Rohl im heutigen Nordwesten Irans, zwischen dem Urmia-See und dem Kaspischen Meer.
- Der Turm von Babel wurde laut Rohl in der alten sumerischen Hauptstadt Eridu gebaut.
- Der Standort der antiken Stadt Sodom liegt „etwas mehr als 100 Meter unter der Oberfläche des Toten Meeres“, einige Kilometer südsüdöstlich von En Gedi.
- Die von König Saul besiegten Amalekitern seien nicht jene, die im Negev und/oder auf dem Sinai lebten, sondern ein nördlicher Zweig dieses Volkes „im Gebiet von Ephraim, auf dem Hochland der Amalekiter“ – oder in alternativer Übersetzung, „im Land Ephraim, auf den Bergen der Amalekiter“ (Richter 12,15). Dies wird durch den Bericht gestützt, dass Saul unmittelbar nach der Vernichtung der Amalekiter „zum Karmel ging und ein Denkmal errichtete“ (1. Samuel 15,12). Sobald Saul aus dem Negev und dem Sinai verschwand, „ist Sauls in der Bibel erwähntes Reich genau das Gebiet, das Labaya nach den el-Amarna-Briefen regierte.“

## Rezeption

### In der Ägyptologie
Die Mainstream-Ägyptologie übernahm die Neue Chronologie nicht und behielt die Standardchronologie in akademischen Publikationen der Mainstream-Leser bei. Rohls schärfster Kritiker war Prof. Kenneth Kitchen an der Universität Liverpool, der Rohls These als „100%igen Unsinn“ bezeichnete." Im Gegensatz dazu erkennen andere Ägyptologen den Wert von Rohls Arbeit an, indem sie die Grundlagen des ägyptischen chronologischen Rahmens in Frage stellen. Professor Erik Hornung räumt ein, dass „[…] es in der Dritten Zwischenzeit viele Unsicherheiten gibt, wie Kritiker wie David Rohl zu Recht festgestellt haben; selbst unsere Grundannahme von 925 [v. Chr.] für Scheschonqs Feldzug nach Jerusalem steht nicht auf einem soliden Fundament.“ Die akademische Debatte über die Neue Chronologie hat jedoch weitgehend nicht in ägyptologischen oder archäologischen Zeitschriften stattgefunden. Die meisten Diskussionen finden sich im Forums des Journal of the Ancient Chronology (1985–2006).
Chris Bennett (1996) sagt zwar: „Ich bin mir ziemlich sicher, dass Rohls Ansichten falsch sind“, stellt aber fest, dass neben der akademischen Debatte über Probleme mit der konventionellen Chronologie, wie z. B. im Zusammenhang mit dem Thera-Ausbruch, eine „weitaus tiefgreifendere Herausforderung […] in der öffentlichen Arena stattgefunden hat.“ Die Geschichte dieser Infragestellung des Mainstream-Konsenses außerhalb der akademischen Debatte beginnt mit dem 1991 erschienenen Buch Centuries of Darkness von Peter James, der mit Rohl das Institute for the Study of Interdisciplinary Sciences gründete. Centuries of Darkness postuliert 250 Jahre einer nicht existenden „Phantomzeit“ in der konventionellen Chronologie, die auf einem archäologischen dunklen Zeitalter beruhte".
Kenneth Kitchens Argumente gegen die Neue Chronologie richten sich gegen die Revision der Dritten Zwischenzeit, die eine Überschneidung zwischen 21. und 22. Dynastie vorschlägt. Kitchen bezweifelt vor allem die Gültigkeit der von Rohl genannten chronologischen Anomalien. Er bietet eigene Erklärungen für die von Rohl aufgeworfenen offensichtlichen Probleme an. Kitchen wirft den Neuen Chronologen vor, sie seien davon besessen, Lücken in archäologischen Aufzeichnungen zu schließen, indem sie die Datierung herabsetzen.
Erik Hornung, der alle radikalen Revisionen der ägyptischen Chronologie unterschiedslos zusammenfasst, erklärte in seiner Einleitung zum Handbuch der altägyptischen Chronologie:

„Wir werden solchen Versuchen immer ausgesetzt sein, aber sie könnten nur ernst genommen werden, wenn nicht nur die willkürlichen Dynastien und Herrscher, sondern auch ihre Kontexte verdrängt werden können […]. Ohne solche Beweise kann von uns kaum erwartet werden, dass wir solche Behauptungen „widerlegen“ oder auch nur in irgendwie darauf reagieren […] Es ist weder Arroganz noch böser Wille, der die akademische Gemeinschaft veranlasst, diese Bemühungen zu vernachlässigen, die außerhalb von Fachkreisen oft zu Irritationen und Misstrauen führen (und oft mit Unterstützung der Medien unternommen werden). Diese Versuche setzen in der Regel eine recht hochmütige Missachtung der elementarsten Quellen und Fakten voraus und sind daher nicht diskussionswürdig. Wir werden daher in unserem Handbuch die Diskussion solcher Fragen vermeiden und uns auf jene Hypothesen und Diskussionen beschränken, die sich auf die Quellen stützen.“

Bennett (1996) lässt Rohls These zwar nicht gelten, meint aber, dass eine solche pauschale Ablehnung in Rohls Fall unangebracht sein könne; „es besteht ein großer Unterschied zwischen [Rohls] intellektuellem Standing und dem von Velikovsky oder gar Peter James“, im Gegensatz zu „populären Radikalismen“ wie denen von Velikovsky, Bauval oder Hancock „verfügt Rohl über eine beträchtliche Beherrschung seines Materials“.
Professor Amélie Kuhrt, Leiterin des Lehrstuhls für altorientalische Geschichte am University College in London, schreibt in einem Standardwerk der Disziplin:

„Eine extrem niedrige Chronologie wurde kürzlich von einer Gruppe vorgeschlagen, die sich der Revision der absoluten Chronologie des Mittelmeerraums und Westasiens widmet: P. James et al., Centuries of Darkness, London, 1991; ähnliche, wenn auch leicht abweichende Revisionen werden auch von einer anderen Gruppe vertreten und teilweise im Journal of the Ancient Chronology Forum veröffentlicht. Der Dreh- und Angelpunkt für die Datierung anderer Kulturen ist Ägypten, daher konzentriert sich ein Großteil der Arbeit beider Gruppen auf ägyptische Belege. Viele Wissenschaftler haben Verständnis für die in diesen Bänden geäußerte Kritik an den Schwächen des bestehenden chronologischen Rahmens, aber die meisten Archäologen und Althistoriker sind derzeit nicht davon überzeugt, dass die vorgeschlagenen radikalen Neudatierungen einer genauen Prüfung standhalten.“

### Radiokarbondatierung
Im Jahr 2010 wurde eine Reihe von bestätigten Radiokarbondaten für das dynastische Ägypten veröffentlicht, die einige geringfügige Korrekturen an der konventionellen Chronologie nahelegen, aber die von Rohl vorgeschlagenen Korrekturen nicht stützen.

### In populärwissenschaftlichen Medien
1995 veröffentlichte Rohl seine Version der Neuen Chronologie im Bestseller A Test of Time, begleitet von einer dreiteiligen Channel-4-Serie Pharaohs and Kings – A Biblical Quest. A Test of Time greift das von James vorgestellte allgemeine Szenario auf und fügt viele Details hinzu, die 1991 ausgelassen wurden, darunter die dramatischen Ergebnisse in Bezug auf die Chronologie der Bibel. Während die Neue Chronologie in der akademischen Welt keine breite Akzeptanz fand, wurde sie durch Bücher und die Fernsehdokumentation von Channel 4 im Jahre 1995, sowie in den Vereinigten Staaten 1996 auf The Learning Channel bekannt. Berthoud (2008) stellt der nahezu einhelligen Ablehnung von Rohls Theorien in der Ägyptologie dem Sensationseffekt gegenüber, den seine Bücher durch die Fernsehserie auf die breite Öffentlichkeit hatten.
Die Reaktion einiger führender Persönlichkeiten des akademischen Establishments war sehr feindselig. Kenneth Kitchen verfasste im Times Literary Supplement eine „brutale Rezension“ von Centuries of Darkness. Das British Museum verbannte A Test of Time aus seinem Museumsshop.

### Durch Evangelikale
Im Dezember 1999 widmete die niederländischsprachige Internet-Zeitschrift Bijbel, Geschiedenis en Archeologie (Bibel, Geschichte und Archäologie) einer Debatte über die Neue Chronologie von Rohl Platz. Nach Ansicht des evangelikalen Gelehrten J.G. van der Land, dem Herausgeber der Zeitschrift, löst Rohls Zeitlinie einige archäologische Anomalien im Zusammenhang mit dem alten Ägypten, schafft aber Konflikte mit anderen Bereichen, die sie unhaltbar machen. Seine Argumente wurden dann von Pieter Gert van der Veen und Robert Porter widerlegt. Im letzten Artikel des Heftes zeigte van der Land einige neue Probleme für Rohls Chronologie auf, die sich aus neueren Funden in assyrischen Briefen ergeben.